# Belladère
Belladère (em crioulo, Beladè) é uma comuna do Haiti, situada no departamento do Centro e no arrondissement de Lascahobas. De acordo com o censo de 2003, sua população total é de 60.239 habitantes.